# Mesjid Usi
Mesjid Usi is een bestuurslaag in het regentschap Pidie van de provincie Atjeh, Indonesië. Mesjid Usi telt 768 inwoners (volkstelling 2010).